# Rikissa av Werle (1270-talet)
Rikissa av Werle, död efter 2 oktober 1312, begravd i Göttingen? Braunschweig?, var prinsessa av Werle och hertiginna av Braunschweig. Hon var dotter till furst Henrik I av Werle (mördad 1291) och Birger jarls dotter Rikissa.
Rikissa av Werle gifte sig 10 januari 1284 med hertig Albrecht den fete av Braunschweig-Göttingen (död 1318). Paret fick elva barn, bland annat Magnus I av Braunschweig-Wolfenbüttel (död 1369), hertig av Braunschweig-Wolfenbüttel